# Kondenzor
Kondenzor (njem. Kondensor, prema lat. condensare: zbiti, zgusnuti) je  optička sprava sastavljena od optičkih leća ili zrcala koja služe za skupljanje svjetlosti iz stvarnih (realnih) izvora svjetlosti u uski ili široki paralelni snop, za različite primjene u geometrijskoj i fizikalnoj optici (mikroskopi, projektori, optički instrumenti za disperziju, ogib, interferenciju i polarizaciju svjetlosti). Tipična je izvedba kondenzora od dviju plankonveksnih leća okrenutih konveksnim stranama jedna prema drugoj, a kao optičko sredstvo koristi se krunsko staklo ili lagano i teško flintno (kvarcno) staklo.

## Primjena
Kondenzor se koristi za različite u geometrijskoj i fizikalnoj optici (mikroskopi, projektori, optički instrumenti za disperziju, ogib, interferenciju i polarizaciju svjetlosti).

### Dijaprojektor
Dijaprojektor je projekcioni aparat pomoću kojega se na ekran (zaslon) projicira prozirna slika s dijafilma ili dijapozitiva. Sastoji se od jakog izvora svjetlosti, koji može biti električna žarulja ili električni luk, kondenzora i objektiva. Kondenzor je sistem od dviju plankonveksnih leća koje su svojom izbočenom stranom okrenute jedna prema drugoj. Zadaća je kondenzora da paralelne zrake usmjeri na dijapozitiv ili na film koji se nalazi pred kondenzorom. Kod većih projektora između optičkih leća se nalazi staklena posuda s vodom, takozvana vodena komora, koja upija toplinske zrake. Film ili dijapozitiv je izvan žarišne daljine objektiva tako da se na zastoru dobije povećana slika. Da slika ne bi bila na zastoru obrnuta, okrene se dijapozitiv naopako.

### Mikroskop
Još u 13. stoljeću ljudi su znali brusiti leće za naočale. Prvi složeni mikroskop konstruirao je Nizozemac Zacharias Janssen 1590. Njegov je instrument imao jednu sabirnu ili konveksnu leću (objektiv) i jednu rastresnu ili konkavnu leću (okular). Prema zamisli J. Keplera konstruirao je C. Scheiner 1628. mikroskop u kojem su obje leće bile sabirne ili konveksne. Takav je mikroskop imao znatno šire vidno polje, te je postao prototip modernih optičkih mikroskopa. R. Hooke prvi se za osvjetljivanje predmeta služio umjetnom svjetlošću i dao prvi opis biljnih stanica (1665.). Nizozemski brusač stakla A. van Leeuwenhoek konstruirao je instrumente koji su povećavali do 250 puta. S pomoću njih je od 1673. do 1683. otkrio naljevnjake ili infuzorije ((na primjer papučica, ameba, euglena)), eritrocite, leukocite, spermatozoide, bakterije i drugo. C. Huygens je oko 1684. sastavio okular od dviju optičkih leća, kakav se upotrebljava i danas. Njemački fizičar E. Abbe uveo je 1878. imerziju s cedrovim uljem, 1886. konstruirao akromatski objektiv, te izumio kompenzacijske okulare i poseban kondenzor za osvjetljivanje.